# Programmmusik
Programmmusik (von griechisch prógramma, öffentliche schriftliche Bekanntmachung) ist in der Regel Instrumentalmusik, die einem außermusikalischen Programm folgt, das eine bestimmte Vorstellung von Bildern oder Geschichten schaffen soll und beispielsweise durch beigegebene Überschriften und Titel verdeutlicht wird. Damit unterscheidet sie sich von der absoluten Musik, die keine außermusikalischen Inhalte darstellt.
Beispiele für Programmmusik sind die Bilder einer Ausstellung von Modest Petrowitsch Mussorgski, wo jeder Satz eine neue Überschrift, den Titel eines Bildes, trägt, die von Victor Hartmann gemalt oder skizziert wurden, oder Die Moldau von Bedřich Smetana, ein Satz aus dem programmatischen Zyklus Mein Vaterland, in dem der tschechische Komponist unter anderem die Entwicklung der Quelle zum Fluss tonmalerisch umsetzt. 

## Abgrenzung
Nicht zur Programmmusik zählt Musik, bei der ein Titel zur Verdeutlichung musikalischer Besonderheiten verwendet wird. Ein Beispiel hierfür ist die Sinfonie Nr. 5 (1950) von Arthur Honegger, deren italienischer Untertitel Di tre re sich lediglich auf die leisen Paukenschläge auf dem Ton re (= D). bezieht, mit denen jeder der drei Sätze schließt. Weitere Beispiele sind einige Sinfonien von Joseph Haydn, etwa die Sinfonie Nr. 82, die ihren Beinamen „L’Ours“ (Der Bär) lediglich dem Anfang des Schlusssatzes verdankt, der an den plumpen Tanz eines Bären erinnert, oder die Sinfonie Nr. 83, die ihren Beinamen „La Poule“ (Die Henne) dem „gluckenden“ zweiten Thema des ersten Satzes verdankt. Beide Bezeichnungen stammen nicht von Haydn, sondern wurden vom zeitgenössischen Publikum vergeben. Es handelt sich damit um reine Beinamen, die nicht mit einem vom Komponisten geplanten Programm zu verwechseln sind.
Fließende Übergänge von absoluter Musik zu Programmmusik bildet die sogenannte Tonmalerei, die mit musikalischen Mitteln außermusikalische Geräusche und Klänge nachahmt. Sie taucht schon in der Musik der Renaissance auf und kann ein Stilmittel sowohl in absoluter Musik als auch in Programmmusik sein. Als Beispiele für Barockmusik hat Jean-Philippe Rameau Le rappel des oiseaux (Das Zusammenrufen der Vögel) und La Poule (Das Huhn) für Cembalo geschrieben. Darin werden Vogelrufe imitiert und vervielfältigt. Motivverarbeitung und Klaviersatz sind jedoch so kunstvoll und streng wie eine (kleine) Sonate gearbeitet.
Neben der Programmmusik im eigentlichen Sinn gibt es auch Musik mit sogenannten poetischen Programmen, die sich durch eine lockerere Verbindung zwischen Programm und Musik auszeichnet, so beispielsweise in Beethovens 3. Sinfonie (Eroica) oder in seiner 6. Sinfonie (Pastorale).
Ein Sonderfall sind geheime Programme, wie sie Sinfonien Gustav Mahlers ursprünglich zugrunde liegen. Während Mahler für seine ersten drei Sinfonien ursprünglich deutliche Programme angegeben hatte, gab er in einer Anwandlung von Selbstzweifeln und Skepsis während der Arbeit an seiner 4. Sinfonie im Oktober 1900 eine öffentliche Erklärung gegen die Programmmusik ab und lehnte programmatische Erläuterungen zu seinen früheren und künftigen Sinfonien ab. Dies hinderte ihn nicht daran, auch seinen folgenden Sinfonien unausgesprochene Programme zugrunde zu legen. Die Beschreibung der sinfonischen Komposition Lied von der Erde von Mahler durch Walter Panofsky weist auf die von Mahler seiner Musik beigegebenen programmatischen Texte.
Nach einer neueren Definition von Peter Petersen ist das Merkmal von Programmmusik die nicht-gleichzeitige Wahrnehmung von klingender Instrumentalmusik und außermusikalischem Text, Bild oder Handlung. Die Hörer sind zu aktivem Mitvollzug aufgerufen, indem sie sich beim Hören der Musik an einen Text erinnern sollen, oder beim Lesen eines Programms sich die gehörte Musik vorstellen können.
Filmmusik, Militärmusik oder Nationalhymnen, die Gattungen der Vokalmusik wie auch die gesamte Popmusik werden üblicherweise nicht zur Programmmusik gezählt, obwohl hier musikalische Textausdeutung häufig vorkommt.
Die Bezeichnung Programmmusik geht auf den um 1800 in Paris entstandenen Begriff symphonie à programme zurück.

## Programmmusik in einzelnen Epochen

### Altertum
Bereits für die Musik der griechischen Antike wird von Programmmusik berichtet: Im Nomos des Sakadas, einem Stück zu Ehren des Gottes Apollon, wurde dessen Kampf mit einem Drachen auf dem Aulos (einem antiken Rohrblattinstrument) musikalisch dargestellt. Dabei soll unter anderem das Knirschen der Drachenzähne während der Auseinandersetzung realistisch wiedergegeben worden sein.

### Renaissance
Bereits im 16. Jahrhundert tauchen verschiedene lautmalerische Modelle unter anderem in französischer weltlicher Vokalmusik auf, die sich in äußere Eindrücke darstellender Musik des Barock weiterentwickeln. Dazu zählen Vogelstimmen-Imitationen, Schlachtengemälde und die Darstellung von Glockengeläuten:
- "La Guerre" von Clément Janequin
- "Le Chant des Oiseaux" von Clément Janequin
- "Das Geläut zu Speyer" von Ludwig Senfl
- ein frühes Beispiel für instrumental komponierte Programmmusik ohne vokale Vorlage ist "La Guerre - Feldtschlacht wie der loblicher Churfurst Herizogk Iohans Friderich Von Sachsen Vor Mülberg gefangen ist worden"  von Grégoire Brayssing für vierchörige Gitarre.

### Barock
Bereits in der Barockmusik gab es zahlreiche Kompositionen, die äußere Eindrücke in Musik umsetzten:
- Heinrich Ignaz Franz Biber (1644–1704) imitierte in Violinsonaten Tierstimmen (Sonata violino solo representativa, 1669) oder schilderte eine komplette Schlacht von der Aufstellung bis zum Jammer der Verwundeten (Sonata la Battaglia, 1673).[12]
- Johann Kuhnau (1660–1722) stellte in seinen für Cembalo, Orgel oder Clavichord geschriebenen sechs Sonaten Musicalische Vorstellungen einiger biblischer Historien, in 6 Sonaten auff dem Claviere zu spielen (Leipzig 1700) nach Art einer Programmmusik verschiedene biblische Szenen, zum Beispiel den Kampf zwischen David und Goliath, nach.
- Johann David Heinichen, Kapellmeister des Dresdener Hofs, ahmt in seinem Concerto C-Dur (Seibel 211) im zweiten Satz unter dem Titel „Pastorell“ eine ländliche Dudelsackmusik mit Streichern und Oboen naturgetreu nach.[13] Es handelt sich dabei zugleich um eine „Instrumenten-Travestie“.

Weiter sind zu nennen:
- Orchestersuite Les éléments von Jean-Féry Rebel (1666–1747),
- Die vier Jahreszeiten von Antonio Vivaldi, in deren 1. Konzert vom Frühling die zweiten Violinen das Rascheln von Ästen und Blättern und die Bratschen das Bellen eines Hunds wiedergeben sollen[14]
- Francesco Geminianis Orchesterkonzert Der verzauberte Wald (nach Torquato Tassos Gerusalemme liberata)
- François Couperins Cembalostücke, hier besonders die bizarre Schilderung
  - Les Fastes de la grande et ancienne Mxnxstrxndxsx aus dem 2. Cembalobuch:
 Wie eine Oper aufgebaut, besteht es aus 5 Akten und stellt eine Parodie auf die „Bruderschaft der Meister des Tanzes und der Spieler von hohen und tiefen Instrumenten und Oboen“ (La Ménestrandise, eine Art Musiker- und Schauspielergewerkschaft) dar. Der vierte Akt trägt beispielsweise die Überschrift Les Invalides und schildert musikalisch „die Verrenkten“ oder „die Hinkenden“. Im sehr schnell zu spielenden 5. Akt fällt der ganze Haufen durcheinander: „Désordre et déroute de toute la troupe, causé par les Yvrognes, les Singes et les Ours“.

Ein weiteres, nicht weniger bizarres Beispiel ist die detaillierte Schilderung einer medizinischen Operation im 18. Jahrhundert
- Le Tableau de l’Operation de la Taille von Marin Marais.

### Klassik
Obwohl in der Klassik die absolute Musik dominierte und diese musikästhetische Position etwas in den Hintergrund trat, gibt es in dieser Zeit dennoch zahlreiche bedeutende Beispiele für Programmmusik.
- Beispiele sind Sinfonien Leopold Mozarts mit Titeln wie Sinfonia di caccia, Sinfonia Burlesca und Die Bauernhochzeit, Werke von Abbé Vogler wie seine Jagdmusik Les Rendez-vous de chasse ou Les Vendanges interrompues par les chasseurs. Kompositorisch bedeutend sind Carl Ditters von Dittersdorfs sechs Sinfonien nach Ovids Metamorphosen oder seine Sinfonia a-moll Il delirio delli compositori, ossia Il gusto d’oggidi’ (Grave a2).
- Von Luigi Boccherini existieren bedeutende programmatische Werke, so sein Streichquintett Nr. 60 C-dur La Musica Notturna delle strade di Madrid op. 30 Nr. 6 (G. 324), dessen Programm der Komponist selbst detailliert auf dem Manuskript erläutert und das hier als Beispiel eines ausführlichen Programms wiedergegeben sei:

„Dieses Quintettino beschreibt die Musik, die man nachts in den Straßen von Madrid hört, vom Läuten des Ave Maria, bis zum Aufziehen einer Nachtwache. All das ist nicht mit der Strenge behandelt, wie sie der Kontrapunkt verlangen würde, sondern zielt einzig und allein darauf ab, die Dinge, die ich schildern möchte, möglichst naturgetreu wiederzugeben. Ave Maria delle Parrochie – das Läuten des Ave Maria der verschiedenen Pfarrkirchen der Stadt. Dann das Minuetto dei ciechi, das Menuett der [blinden] Bettler. Die Cellisten müssen ihr Instrument quer über die Knie legen und mit sämtlichen Fingernägeln den Klang einer Gitarre imitieren. Nach einer kurzen Pause wird das gesamte Menuett wiederholt und geht in den Rosario [Largo assai] über, [das allabendliche Rosenkranz-Gebet], der ohne festes Metrum gespielt werden muss. Auf den Rosario folgt eine Passacaglia der Straßen-Sänger Los Manolos [mit der Spielanweisung con mala grazia = brüsk, barsch], wiederum mit gitarrenähnlichen Pizzicato-Effekten und schließlich die Ritirata (con variazioni). Man muss sich vorstellen, dass dieses Aufziehen der Nachtwache zuerst aus der Ferne zu hören ist und so piano gespielt werden muss, dass man sie kaum wahrnimmt; die nachfolgenden crescendo- und marcando-Anweisungen sind strikt zu beachten.“
- Wolfgang Amadeus Mozarts Sextett Ein musikalischer Spaß KV 522 (Dorfmusikantensextett) 1787[16] wird oft als Schilderung eines verunglückten Auftritts von Dorfmusikanten interpretiert. Von Mozart selbst stammt die Bezeichnung „Ein musikalischer Spaß“, der Name „Dorfmusikantensextett“ bezieht sich lediglich auf das Titelbild der Erstausgabe. Mozart macht sich hier über schlechte Gebrauchsmusik lustig, indem er eine Menge kompositorischer Fehler und Unstimmigkeiten hineinkomponiert. Dass dann noch Fehler in der Ausführung dazu kommen, die bewusst als spieltechnische Fehler dazu genommen werden, ist das „Tüpfelchen auf dem i“. Mozart zieht hier entschieden gegen die Möchtegern-Komponisten und musikalischen Größen seiner Zeit zu Felde, die schlechte Gebrauchsmusik schrieben und sich darauf noch eine Menge einbildeten. Prahlerei und Nichtkönnen regten ihn zeitlebens derart auf, dass er sich in dieser Komposition offenbar auf humorvolle Weise Luft machte. Sich über einfache, ländliche Musiker lustig zu machen, ist nie in seinem Sinn gestanden, da er genau wusste, dass den wenigsten Mitmenschen Talent und Förderung in dem Maße zuteilgeworden waren, wie es bei ihm selbst der Fall war.
- Antonio Salieri hat in seiner Oratorienouvertüre zu La passione di nostro signore Gesù Cristo seiner wörtlichen Schilderung zufolge die Gewissensqualen des Petrus geschildert. In der Ouvertüre zu seiner Oper L’Europa riconosciuta hat Salieri einen „Tempesta di mare“ (Seesturm) komponiert.
- Beethovens 6. Sinfonie Pastorale ist zwar „mehr Ausdruck der Empfindung als Malerei“, kann aber mit ihrer detaillierten Schilderung von Naturstimmen auch als Programmmusik gesehen werden.
- Eine Fortsetzung der pompösen Schlachtmusiken des Barock stellt Beethovens Orchesterwerk Wellingtons Sieg dar, das die Schlacht bei Vitoria (Beethoven schreibt: Vittoria), die am 21. Juni 1813 stattfand, in allen Einzelheiten schildert.

### Romantik
In der Romantik entwickelte sich die Programmmusik zu einer eigenständigen Musikrichtung, welche die außermusikalischen Elemente für die Instrumentalmusik besonders hervorhob. So entstand im Laufe des 19. Jahrhunderts ein ästhetischer Streit zwischen den Anhängern der Programmmusik und den Vertretern der absoluten Musik, die allein ihren eigenen musikalischen Gesetzen folgt und – wie bei Sinfonien – frei von außermusikalischen Bindungen ist.
Meist wählten die Komponisten der Programmmusik die Sinfonische Dichtung als einsätzige Orchesterform. Seltener verwendeten sie die mehrsätzige Programmsinfonie.
- Als Vater der moderneren Programmmusik gilt Hector Berlioz mit der Symphonie fantastique und den sinfonischen Dichtungen Harold en Italie und Le carnaval romain. Großen Einfluss hatte er auf die Sinfonischen Dichtungen von Felix Mendelssohn Bartholdy wie die Konzertouvertüren zu Ein Sommernachtstraum, Die Hebriden oder Meeresstille und glückliche Fahrt. Obwohl diese viele tonmalerische Elemente enthalten, gehören sie wie seine Sinfonien eher der absoluten Musik an.
- Carl Maria von Webers Aufforderung zum Tanz für Klavier hat in der Einleitung und im Nachspiel programmatische Züge:
 Im Vorspiel bittet ein Mann eine Dame, mit ihm zu tanzen. Nach einer ersten Abweisung und einem kurzen Gespräch begeben sich beide auf das Tanzparkett, wo anschließend ein Walzer – ein Beispiel von absoluter Musik – festlich angestimmt wird. Im Nachspiel bedankt sich der Tänzer bei seiner Partnerin. Hector Berlioz war von diesem Klavierstück so fasziniert, dass er es neu instrumentiert hat.

Als Bindeglied zwischen der Gattung Charakterstücke und der Gattung Programmmusik anzusprechen sind Robert Schumanns Carnaval op. 9, bei dem ein poetisches Programm mit feinsinnigen literarischen und aktuellen Bezügen vorherrscht, sowie seine Kinderszenen op. 15 und das Album für die Jugend op. 68.
- Franz Liszt: Liszt schrieb dreizehn sinfonische Dichtungen. Am häufigsten wird Les Préludes gespielt. Weitere Titel sind Mazeppa, Die Ideale, Hamlet, Prometheus und Die Hunnenschlacht.

Liszt hat auch Programmmusik für Klavier geschrieben. Bei ihm tritt nach Titeln wie der Paganini-Etüde La Campanella (Glöckchen), den Feux follets (Irrlichter) und Paysage (aus den Études d’exécution transcendante, Etüden der nachträglichen Ausarbeitung) jetzt ein neuartiger Aspekt der Programmmusik in Erscheinung: Programme wie Sonetto 104 [oder 123] del Petrarca, La Chapelle de Guillaume Tell und Les Jeux d’eau à la Villa d’Este aus den Années de pèlerinage mit ihren touristischen und literarischen Assoziationen schmeicheln dem wachsenden Bildungsbürgertum.
In einzelnen Werken wie den Konzertetüden Waldesrauschen und Gnomenreigen von Liszt deuten die Titel bereits programmatische Trivialitäten an, wenngleich auf hohem Niveau. Damit bahnt sich bereits die Einvernahme der Programmmusik durch die Salonmusik an.
- Berühmtestes Beispiel hierfür ist das Gebet einer Jungfrau für Klavier von Tekla Bądarzewska.
- Ab der zweiten Hälfte des 19. Jahrhunderts erreichte die Programmmusik im engeren Sinne in den romantischen nationalen Schulen ihren Höhepunkt. Einhergehend mit dem nationalen Erwachen wurde der Ruf nach entsprechender eigenen nationalen Musikkultur laut, der zu zahlreichen Werken eher folkloristischen Einschlags führte und die bildungsbürgerlichen Ideale sowohl in den Entstehungsländern auf ähnliche Weise bediente, wie es Franz Liszt in der ersten Hälfte des 19. Jahrhunderts begonnen hatte.
- In Russland waren dies Komponisten wie Modest Petrowitsch Mussorgski mit seiner sinfonischen Dichtung Eine Nacht auf dem kahlen Berge und seinem Klavierzyklus Bilder einer Ausstellung, den Maurice Ravel später orchestriert hat,[18] Borodin (Eine Steppenskizze aus Mittelasien)  oder Rimski-Korsakow (Hummelflug, Die Legende von der unsichtbaren Stadt Kitesch und von der Jungfrau Fewronija und Scheherazade).[19]
- Etwa zeitgleich entstand in Böhmen patriotische und romantisch-tonmalerisch eingefärbte Programmmusik vor allem durch Antonín Dvořák (Die Mittagshexe) und Smetana (Die Moldau aus Mein Vaterland) im damaligen Österreich-Ungarn.
- Bekannte Beispiele aus Skandinavien stammen von Edvard Grieg (Lyrische Stücke oder die Peer-Gynt-Suiten) und Jean Sibelius’ Tondichtungen wie Finlandia op. 26, Nr. 7 und die Lemminkäinen-Legenden op. 22, Nr. 1–4.
- Diesem Genre gehören auch Werke an wie in Italien Ottorino Respighis Tondichtungen Fontane di Roma, Pini di Roma und Feste Romane.
- In Frankreich entstanden programmatische Werke wie César Francks Le chasseur maudit und Camille Saint-Saëns’ Le Rouet d’Omphale op. 31. Sein populärstes programmatisches Orchesterwerk ist der Karneval der Tiere. Die bekannteste französische sinfonische Dichtung ist L’Apprenti sorcier (auf Deutsch: Der Zauberlehrling) von Paul Dukas. Hier dient die bekannte Ballade Der Zauberlehrling von Johann Wolfgang von Goethe als Vorlage. Dieses Werk wurde vor allem durch Walt Disneys Film Phantasia sehr populär. Später entstanden außerdem Claude Debussys Tondichtung La Mer und Maurice Ravels Alborada del gracioso.
- Im deutschen Sprachraum widmeten sich folgende Komponisten der Programmmusik: Joachim Raff legte seiner viersätzigen Sinfonie Nr. 3 F-Dur op. 153, ein weiteres Beispiel einer Programmsinfonie, das Naturprogramm Im Walde zu Grunde. Richard Strauss hingegen erneuerte mit seinen Tondichtungen wie Ein Heldenleben[20] und Also sprach Zarathustra, Till Eulenspiegels lustige Streiche oder Eine Alpensinfonie die sinfonische Dichtung.

### Moderne
Auch zum Beginn des 20. Jahrhunderts entstehen zahlreiche Werke programmatischen Charakters. Beispiele aus Mitteleuropa sind neben Richard Strauss die sinfonischen Dichtungen von Siegfried Wagner, Emil Nikolaus von Reznicek oder aus Großbritannien Die Planeten von Gustav Holst und Tintagel von Arnold Bax. Während die genannten Komponisten eher der Nachromantik zuzuordnen sind, hat auch die Moderne einige berühmte Beispiele von Programmmusik hervorgebracht. Zu nennen sind so unterschiedliche Werke wie Mossolows Eisengießerei, Honeggers sinfonische Sätze Pacific 231 und Rugby oder Messiaens Vingt regards sur l’enfant Jésus.
Spätere Beispiele sind u. a. Three Screaming Popes für Orchester des Briten Mark-Anthony Turnage nach einer Bildvorlage von Francis Bacon oder das turbulente Orchesterstück An Orkney Wedding (Eine Orkney-Hochzeit) von Peter Maxwell Davies.